# Mathias Tanner
Mathias Tanner SJ (* 28. Februar 1630 in Pilsen, Böhmen; † 8. Februar 1692 in Prag) war ein böhmischer katholischer Priester, Theologe und Ordenshistoriker. Zeitweise war er Rektor der Karls-Universität Prag.

## Leben
Mit sechzehn Jahren trat Tanner am 23. September 1646 in die Gesellschaft Jesu ein. Nach den ordensüblichen Studien dozierte er über zehn Jahre Philosophie und Theologie (Dogmatik und Exegese) in Prag. Dort wurde er auch
1672 bis 1675 Rektor Magnificus der Universität. Von 1676-1679 und 1686–1689 war er Provinzial der Böhmischen Provinz, was damals viel diplomatisches Geschick erforderte. In diese Zeit fielen Verhandlungen sowohl mit Rom als auch mit Wien bezüglich des Zensurrechtes der Bischöfe über die Schriften der Universitäten in Böhmen; ein Recht, das Tanner für den Jesuitenorden reklamierte. Tanner selbst war häufig als Zensor tätig, wie Bibliothekseinträge zeigen.
Daneben war er auch Leiter des Ordenshauses in Prag und der Theologenausbildung.
Mit dem Leipziger Superintendenten Elias Siegesmund Reinhard lieferte Tanner sich eine heftige Polemik über das Wesen der Transsubstantiation und die Notwendigkeit des Zölibates, in die auch Abt Vincenz Macarius Franck vom Prämonstratenserkloster Strahov (in dessen Kloster Fromm später eintrat) verwickelt war. Ursache hierfür war die Konversion des lutherischen Pfarrers und Komponisten Andreas Fromm 1668 mit seiner ganzen Familie in der Jesuitenkirche in Prag. Nach dem Erwerb des (katholischen) Lizenziates wurde Fromm zum Priester geweiht und erhielt die Stelle eines Kanonikus. Fromms Rechtfertigungsschrift von 1668 Andreae Frommen. Der H. Schrifft Licentiaten/ Der Sr. Churf. Durchl. zu Brandenburg 10. Jahr als Consistorial-Rath gedienet/ (…) Wiederkehrung zur Catholischen Kirchen: Davon er die Historiam und motiven im Druck zu geben nötig erachtet hatte eine Flut von Pamphleten in deftiger Sprache von allen Seiten zur Folge. An den Titeln der Schriften lässt sich die intensive Auseinandersetzung ablesen, bei der Tanner als leitender Jesuit im Kreuzfeuer stand:
Elias Sigismund Reinharts (…) In Leipzig öffentlich abgelassener Bericht An (…) Vincentium Macarium (…) wegen Einiger Unwarheit, so Licentiat Andreas Fromm (…) sich nicht geschewet (…) zu schreiben (…) wurde ergänzt durch die Fernere Erklärung, Gehörig zum jüngst ergangenen Bericht An (…) Herrn Vincentium Macarium (…) Wie das Transsubstantiations- Oder Brod Wandelungs-Argument Welches im abgewichnen Jahre Die Herren Jesuiten Auff der Universität zu Prage P. Matthias Tanner (…) So wohl auch P. Wenceslaus Zimmermann (…) In Ihres Clienten und newen Scholarn Buche, L[ic.] Frommens Wiederkehrung genannt, mit Ihrer Censur vor gar genehm gehalten, Zum Behelff der Jüden, Türcken, Arianer und Socinianer dienen könne.
Als Entgegnung schrieb Tanner den Dialogus conversisticus; dies beantwortete Reinhart mit dem knapp hundertseitigen Schreiben „Antwort auf der Post“:
Elias Sigismund Reinharts Der heiligen Schrifft Doctors, Professors, und Superintendentens In Leipzig Antwort auff der Post An Herrn Pater Matthias Tannern aus der Societät J H S. Theologiae Doctorn, und Professorn bey Der Universität zu Prage Auff Dessen unlängst übersendetes Schreiben bey der Post: Sampt etlicher alsofort über dasselbe mit hinzugefügten Anmerckungen.
Hierauf antwortete Fromm in Absprache mit Tanner:
Böse Post Wider deß Doctor Reinharts zu Leipzig Antwort auf der Post An Herrn P. Matthiam Tannerum (…): Daß er nemlich in solcher sonst an Worten allegatis, und ostentation zwar reicher/ an Gründen aber und nervis gantz armer Schrifft wider Lic. Frommen ein hauffen Lügen (…) außschütte; Dabey denn auch wegen ähnlichkeit der materien angezeiget wird was für ein hauffen Lügen Jacobus Ludovicus in seinem gedruckten Sendeschreiben vorbringe und wie er und Reinhart in den Lügen einander widersprechen.
Im Rahmen der Gegenreformation verfasste Tanner weitere Schriften über die Eucharistie (Cruentum Christi sacrificium). Er initiierte auch die Wallfahrt zum „Ölberg“ bei Štramberk (Kotouč u Štramberka).
Mathias Tanner starb am 8. Februar 1692 in Prag. Die Zeitgenossen beschrieben ihn als Mann von glühender und anziehender Frömmigkeit.
Bedeutsam sind Tanners biografische Darstellungen zur Ordensgeschichte, die in prachtvoll mit Illustrationen geschmückten Bänden erschienen. Diese repräsentativen Schriften sind in lateinischer, die Schriften zur Volksfrömmigkeit teils aber auch in deutscher und böhmischer Sprache abgefasst.

## Werke (Auswahl)
- Cruentum Christi sacrificium in incruento missae sacrificio explicatum. Seu Praxis, devote Missam Celebrandi, & audiendi ad singula Passionis Christi Mysteria accommodata, & variis piis affectibus adornata. Prag 1666. Digitalisat
- Hora Olivetská. 1666, neu herausgegeben von Jan Malura; Host, Brno 2001.
- Dialogus conversisticus. Prag 1669.
- Die Gesellschafft Jesu biss zur vergiessung ihres Blutes wider den Götzendienst, Unglauben, und Laster, für Gott den wahren Glauben, und Tugendten in allen vier Theilen der Welt streitend: das ist: Lebens-Wandel, und Todtes-Begebenheit der jenigen, die auss der Gesellschafft Jesu umb verthätigung Gottes, des wahren Glaubens, und der Tugenden, gewaltthätiger weiss hingerichtet worden. Prag 1683. Digitalisat
- Societas Jesu usque ad sanguinis et vitæ profusionem militans, in Europa, Africa, Asia, et America, contar Gentiles, Mahometanos, Judæos, Hæreticos, (...) Sive vita, et mors eorum qui ex Societate Jesu in causa fidei, & virtutis propugnatæ, violenta morte tot orbe sublati sunt. Bei Societas Jesu usque ad sudorem et mortem pro salute proximi laborans. Prag o. J. (1685).
- Societas Jesu, Apostolorum Imitatrix, seu gesta praeclara et virtutes eorum qui è societate Jesu in procuranda salute animarum (…) per totum Orbem terrarum speciali zelo desudarunt. Typis Universitatis Carolo-Ferdinandeae, Pragae 1694.